# Egestorf
Egestorf ist eine Gemeinde im Landkreis Harburg in Niedersachsen.

## Geografie

### Geografische Lage
Egestorf liegt am Ostrand des Naturschutzgebietes Lüneburger Heide. Die Gemeinde gehört der Samtgemeinde Hanstedt an und befindet sich im Süden der Metropolregion Hamburg.
Sie wird von der Schmalen Aue und einigen ihrer Nebenbäche durchflossen. Die Schmale Aue ist in Sudermühlen zu einem Mühlenteich aufgestaut. Im Ortsteil Evendorf liegt die Schwindequelle.

### Gemeindegliederung
Zur Gemeinde Egestorf gehören die Ortsteile Egestorf, Döhle, Evendorf, Sahrendorf und Schätzendorf, die Waldsiedlung Egestorf sowie die Gehöfte Sudermühlen, Wiedsal, Brocken und Tiesenberg.

### Nachbargemeinden
- Hanstedt (Nordheide)
- Garlstorf
- Gödenstorf
- Soderstorf
- Bispingen
- Undeloh

## Geschichte
In der jetzigen politischen Gemeinde Egestorf können noch heute die bronzezeitlichen Grabhügel besichtigt werden. In der nachfolgenden Zeit wurden hier die Langobarden und die aus Südskandinavien kommenden Völker des Sachsenverbandes sesshaft. Egestorf wurde 1252 erstmals urkundlich erwähnt (Urkunde Nr. 433 des Verdener Urkundenbuches als Edestorpe). Der Ortsteil Döhle ist urkundlich mit ursprünglich sieben Ursiedlungshöfen 1135 nachzuweisen. Die Egestorfer Kirche wurde 1419 verselbstständigt und 1447 von der Kirche Salzhausen abgelöst. Im Jahr 1567 wurde zum ersten Mal das Bestehen einer Schule erwähnt und die noch heute bestehende Fachwerkkirche St. Stephanus wurde 1645 errichtet. 1888 wurde in Egestorf die erste Spar- und Darlehnskasse im Lüneburger Land gegründet. Der Kriegerverein, heute Schützenverein, wurde 1902 gegründet. 1906 wurde die Bahnlinie Winsen–Egestorf eingeweiht und 1910 gründeten sich die Freiwillige Feuerwehr sowie der Männerturnverein (MTV). 1921 war das gesamte Dorf mit Strom versorgt, die katholische St.-Marien-Kirche wurde 1964 gebaut. Seit 1972 bildet Egestorf mit Döhle, Evendorf, Sahrendorf und Schätzendorf eine Einheitsgemeinde.

### Eingemeindungen
Durch die Gemeindereform, die am 1. Juli 1972 in Kraft trat, wurden die bis dahin selbständigen Gemeinden Döhle, Egestorf, Evendorf und Sahrendorf zur Gemeinde Egestorf zusammengeschlossen. Als Teil der Samtgemeinde Hanstedt wurden viele Verwaltungsaufgaben auf diese übertragen. Die Gemeinde Egestorf selbst ist heute auf ihrem Gebiet ausschließlicher Träger der öffentlichen Aufgaben. Dazu gehört die Aufstellung von Bebauungsplänen, die Wirtschaftsförderung – auch Tourismus – und die Herstellung und Unterhaltung der gemeindlichen Straßen und Fußwege einschließlich Beleuchtung und Entwässerung.
Die Gemeinde ist aber auch zuständig für die Heimat- und Denkmalpflege inklusive des Gemeindearchivs sowie die Herstellung und Unterhaltung der gemeindlichen Dorfgemeinschaftshäuser, Festhallen, Spiel- und Bolzplätze.

### Einwohnerentwicklung
| Ortsteil     | Ew. 1961 | Ew. 1970 | Ew. 2010 | Ew. 2015 |
| ------------ | -------- | -------- | -------- | -------- |
| Döhle        | 211      | 230      | 348      | 327      |
| Egestorf     | 845      | 887      | 1217     | 1342     |
| Evendorf     | 324      | 278      | 355      | 343      |
| Sahrendorf   | 444      | 464      | 275      | 264      |
| Schätzendorf | ?        | ?        | 246      | 254      |
| Gesamt       | 1824     | 1859     | 2441     | 2530     |

Die Ergebnisse von 1961 und 1970 sind die jeweiligen Volkszählungsergebnisse in den damaligen Gemeinden. Die Angaben für Schätzendorf sind in denen von Sahrendorf enthalten.

### Naturschutz
Der Naturschutz ist in Egestorf schon seit vielen Jahren ein wichtiges Thema. So hat das Engagement des Heidepastors Wilhelm Bode (1860–1927), der viele Jahre in Egestorf lebte und wirkte, mit dazu beigetragen, dass zum ersten Mal in Deutschland nach dem Vorbild amerikanischer Nationalparks eine große Fläche unter Naturschutz gestellt wurde. Pastor Bode wurde so, wie vor ihm schon Heinrich von Dechen (1800–1889) im Rheinland, zu einem der großen deutschen Naturschutzpioniere. Der Pastor-Bode-Weg ist sein Vermächtnis. Er ist rund sieben Kilometer lang und führt von Egestorf nach Wilsede durch schönste Heideflächen. Noch heute besuchen sehr viele Gäste das Naturschutzgebiet Lüneburger Heide, welches im Osten an die Gemeinde Egestorf grenzt.
Als Anfang 1945 die Reichsstelle für Naturschutz in Berlin ausgebombt wurde, begann von Egestorf aus mit dem damaligen Leiter Hans Klose (1880–1963) der Neuanfang des deutschen Naturschutzes nach dem Zweiten Weltkrieg. Bis 1952 befand sich in Egestorf die Zentralstelle für Naturschutz und Landschaftspflege, bis sie als Bundesanstalt für Naturschutz und Landschaftspflege nach Bonn-Bad Godesberg verlegt wurde, aus der das heutige Bundesamt für Naturschutz hervorging.

## Politik

### Wahlkreise
Die Gemeinde Egestorf gehört zum Landtagswahlkreis 50 Winsen und zum Bundestagswahlkreis 37 Harburg.

### Gemeinderat
Der Gemeinderat, der am 11. September 2021 gewählt wurde, setzt sich wie folgt zusammen:
- CDU 5 Sitze
- Grüne 1 Sitz
- FDP 1 Sitz
- UWE 5 Sitze
- Rieckmann 1 Sitz

(Stand: Kommunalwahl am 12. September 2021)

### Bürgermeister
Der ehrenamtliche Bürgermeister Christian Sauer UWE wurde vom Gemeinderat in seiner konstituierenden Sitzung am 3. November 2021 gewählt.

### Wappen und Flagge
Blasonierung: In Rot in silberner Glockenturm neben einem silbernen Kirchenschiff. Im Schildfuß wachsend fünf goldene gestielte Ähren. Flagge: Die Gemeindeflagge zeigt in gleich breiten Querstreifen oben die Farbe Gelb und unten die Farbe Weiß, die historischen Farben der Welfen. In der Mitte befindet sich das Gemeindewappen. Das Wappen zeigt die St.-Stephanus-Kirche mit dem getrennt stehenden Glockenturm und symbolisiert mit den fünf Ähren die zur Gemeinde gehörenden Orte Egestorf, Döhle, Evendorf, Sahrendorf und Schätzendorf.

## Kultur und Sehenswürdigkeiten

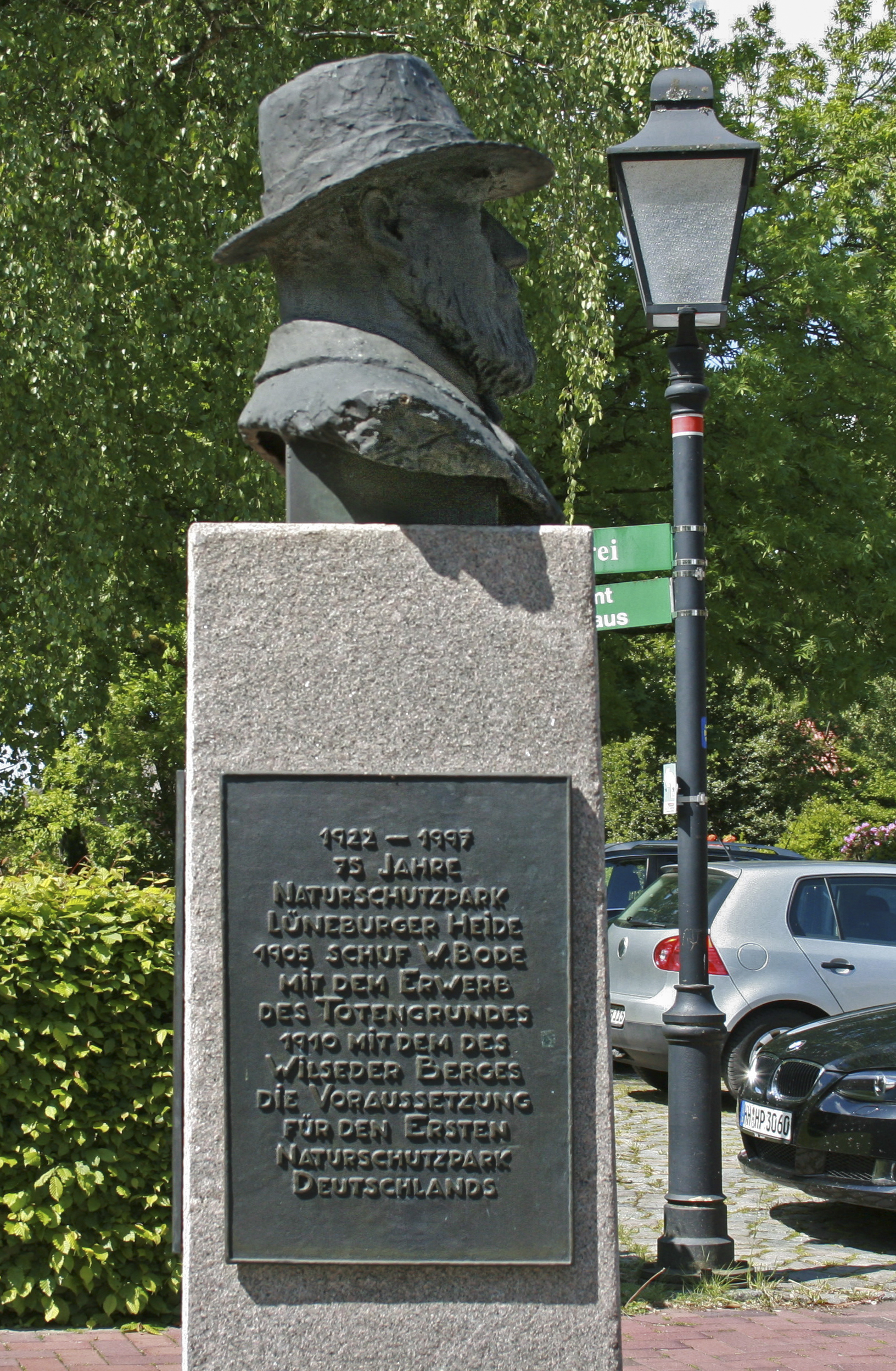
Denkmal für den „Heidepastor“ Wilhelm Bode

### Sehenswürdigkeiten
Egestorf ist mit seinen Fachwerkhäusern und Baumbeständen ein touristisches Ziel. Von Döhle, Egestorf und Sahrendorf/Sudermühlen aus hat man Zugang zu einem Wander-, Fahrrad-, Kutschen- und Reitwegenetz durch das Naturschutzgebiet Lüneburger Heide mit kilometerweiten Heideflächen, Wäldern und Wiesen. Diese Wege ermöglichen den Zutritt in eine naturbelassene Landschaft. Das Egestorfer „Dorfmuseum“ mit ständiger Bilderausstellung und vorgeschichtlicher Sammlung und lokalem Archiv befindet sich im Dresslers Hus aus dem Jahre 1827 und wird betreut vom Heimatverein Egestorf.
St. Stephanus

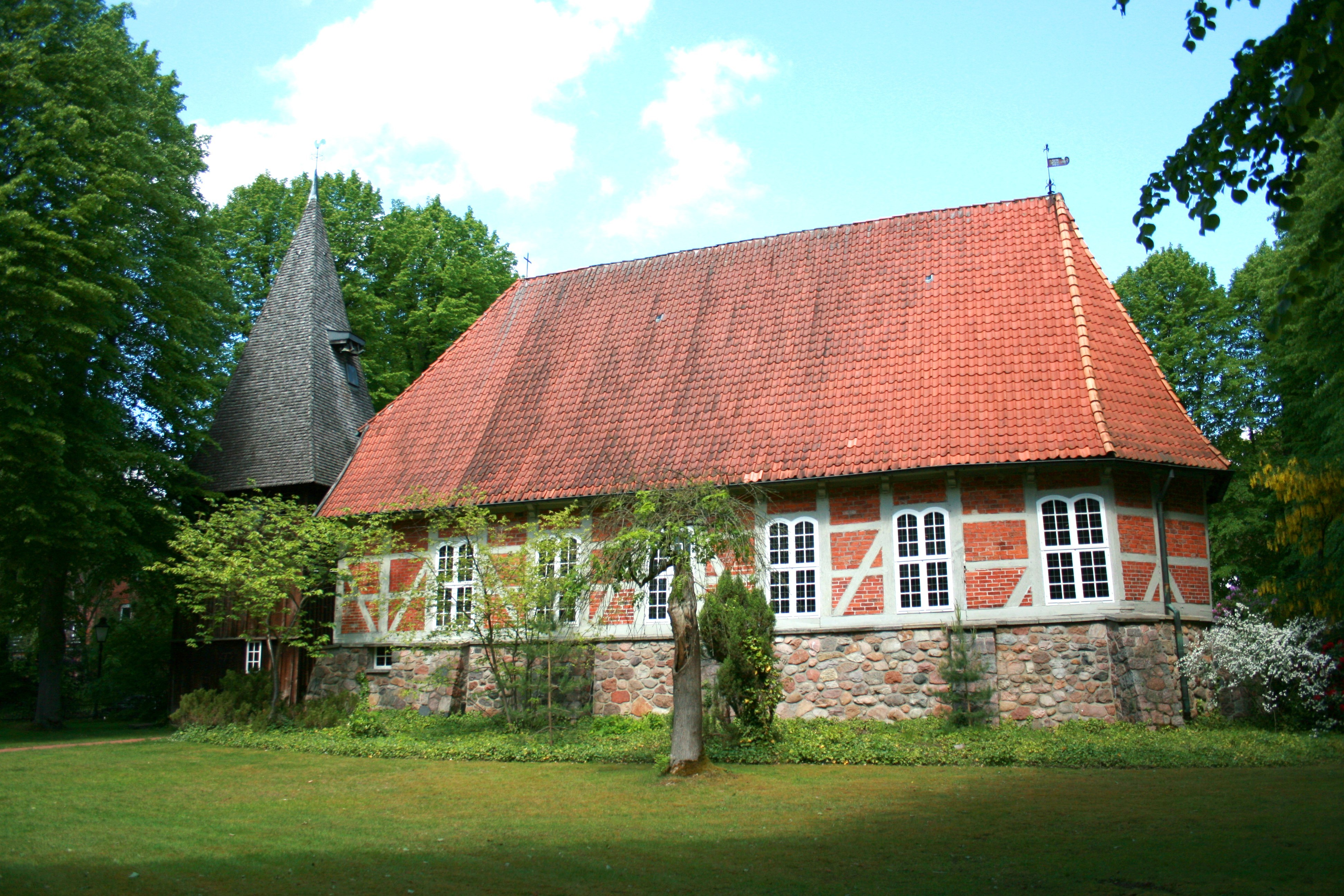
St. Stephanus-Kirche

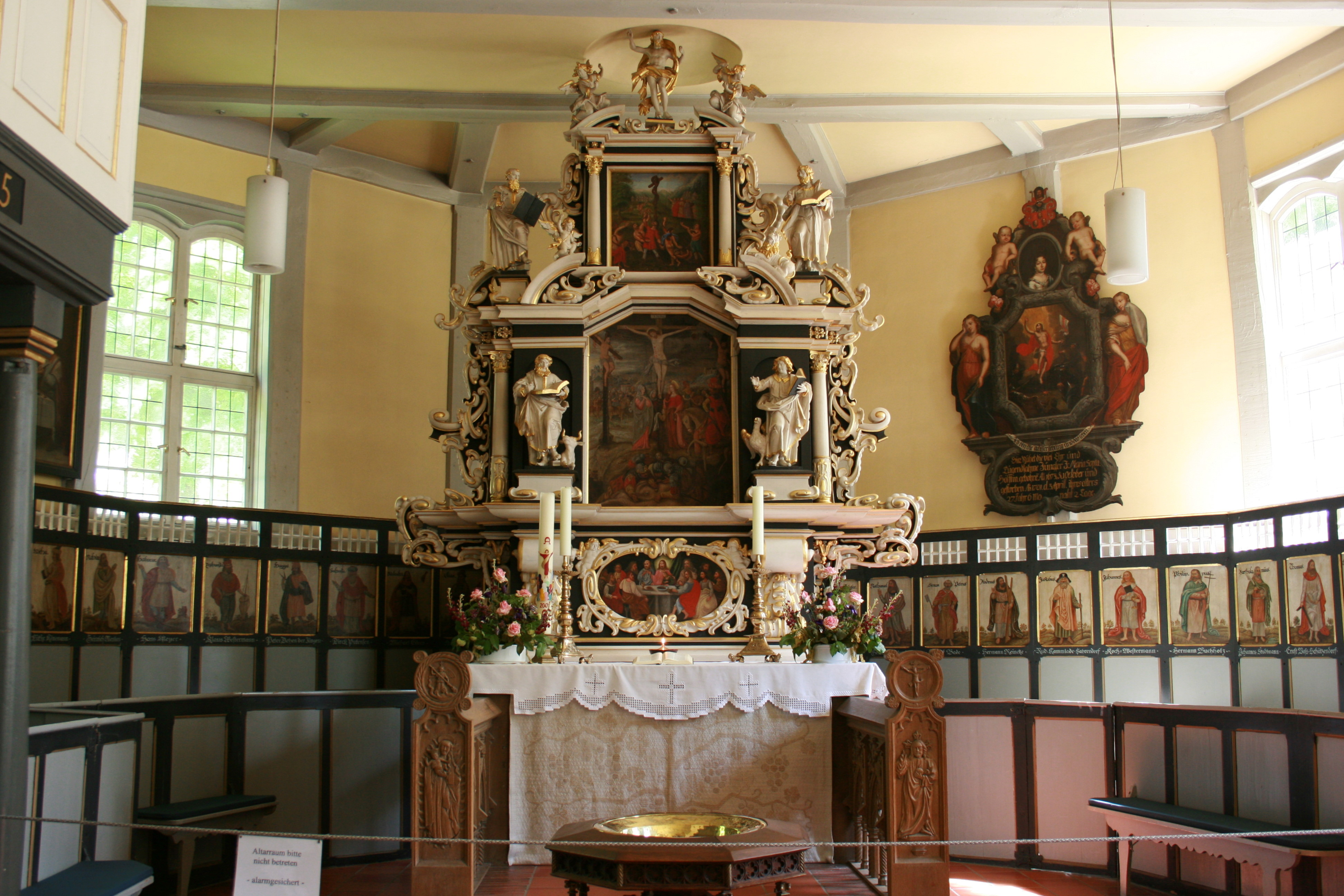
Hochaltar

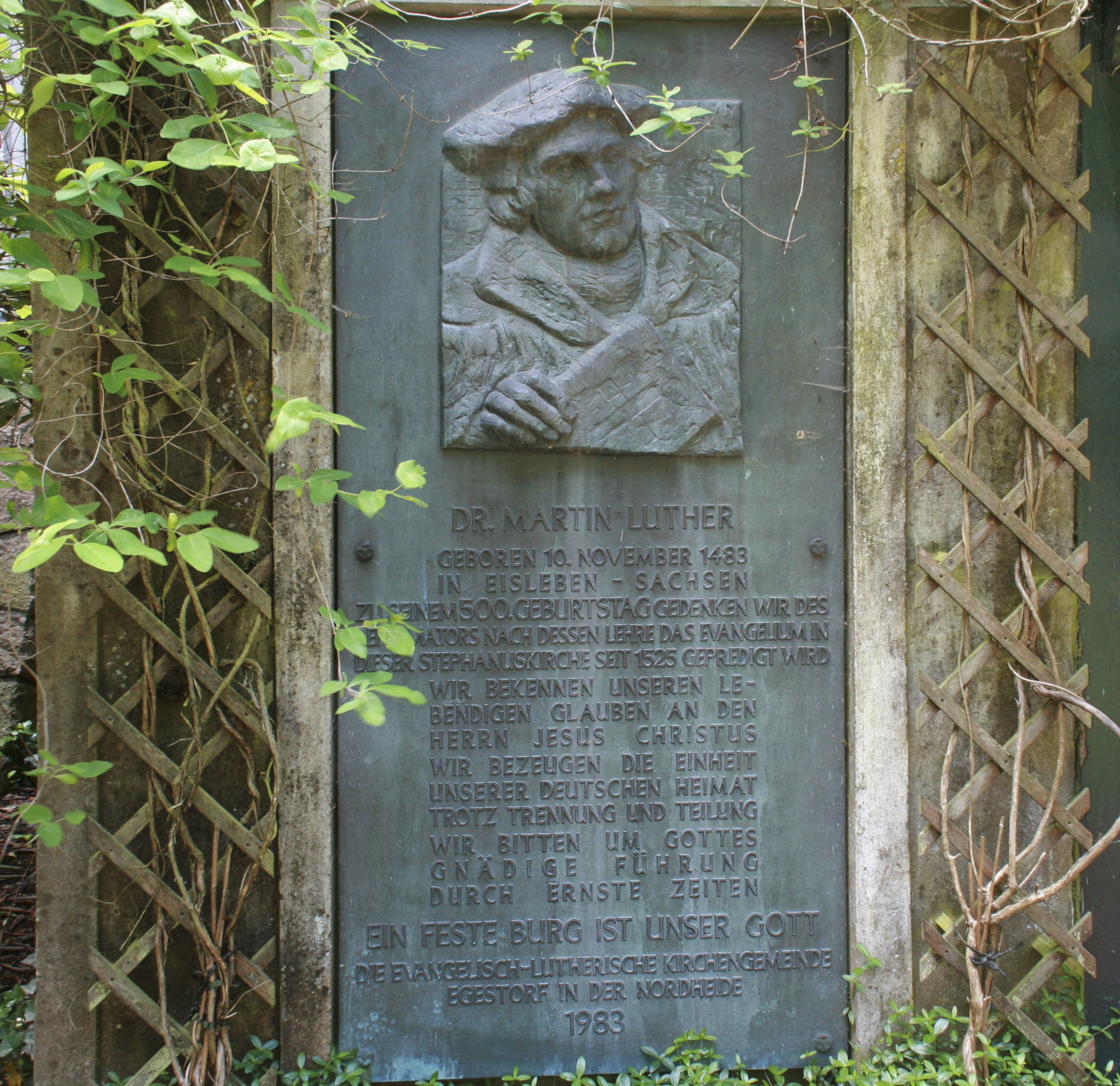
Luther-Denkmal

In der Ortsmitte von Linden umgeben steht die St.-Stephanus-Kirche aus dem Jahr 1645. 1337 wird eine hölzerne Kapelle genannt. Sie ist ein Fachwerkbau auf Feldsteinsockel mit einem separat stehenden hölzernen Glockenturm von 1404. Ein Altaraufsatz im Innern aus dem Jahr 1659 ist mit Statuetten und Bildern geschmückt. Das in der Mitte eingefügte Altarbild mit einer Kreuzigungsgruppe ist einem gotischen Schnitzaltar entnommen. Darüber befindet sich eine Abbildung der Ehernen Schlange. An der Südseite des Chorraumes befindet sich ein Epitaph für die 1701 verstorbene Maria Höfftin, Angehörige der Posthalterei im Ortsteil Sahrendorf. Dieser besteht aus einer Auferstehungsszene von Christus und trauernden Jungfrauen. Darüber ist ein Portraitmedaillon der Verstorbenen zu sehen. An der Nordseite des Chores hängt eine Abbildung des Abendmahls nach Leonardo da Vinci. Im Chor sind Bilder der Propheten und der Aposteln. Die Kanzel stammt aus dem Jahr 1616 Die Sakramentsnischentür aus der Altarrückwand mit einer Tafelmalerei um 1450 befindet sich im Pfarrhaus. Darauf sind zwei Engel abgebildet, die eine Monstranz tragen. Die Orgel stammt von Phillip Furtwängler aus dem Jahr 1867. Altarwangen und Taufbecken sind neugotische Schnitzereien aus dem Jahr 1905.
Auf dem alten Egestorfer Friedhof (ca. 200 m entfernt) befindet sich der Philosophische Steingarten. Neben dem Lutherdenkmal von Knud Knudsen 1988 stehen dort eine Vielzahl von Steinskulpturen mit philosophischem Hintergrund.

#### Keine Bezeichner angegebenGehöft Sudermühlen und Wassermühle
Sudermühlen ist ein Ortsteil der Gemeinde Egestorf und liegt am Nordrand des Naturparks Lüneburger Heide. Das Gehöft entstand an einer historischen Wassermühle, die am Flusslauf der Schmale Aue errichtet wurde. Die Sudermühle, deren Mühlrad noch heute funktionsfähig ist, gilt als kulturhistorische Sehenswürdigkeit der Region und ist ein beliebtes Ausflugsziel.
Die umgebende Sudermühler Heide ist geprägt von typischer Heidelandschaft mit Wacholderbüschen und Eichenbäumen. Von Sudermühlen aus führen mehrere markierte Wanderwege, unter anderem in das nahe gelegene Naturschutzgebiet Lüneburger Heide.

### Sport
Das vom Förderverein Waldbad Egestorf unterstützte vollbiologische Naturerlebnisbad (Aquadies) sorgt mit offenen Bio-Kieselfiltern für eine amtlich kontrollierte Wasserqualität. Heute fördern rund 1.000 Mitglieder den Verein, der zum Erhalt des Naturerlebnisbades einen wesentlichen Beitrag leistet. In Egestorf gibt es zwei Vereine, die sportliche Aktivitäten anbieten. Zum einen der Sportverein MTV Egestorf e. V., der im Jahr 2010 sein 100-jähriges Bestehen gefeiert hat. Die 1. Herren-Fußballmannschaft des MTV Egestorf spielt derzeit in der Bezirksliga Lüneburg. Zum anderen wird beim Schützenverein Egestorf e. V. Sportschießen und Bogenschießen angeboten.

### Parks und Naherholung
- Naturschutzgebiet Lüneburger Heide
- Barfußpark Egestorf
- Aquadies, ein Freibad, das beim Barfußpark liegt
- Pastor Bode Park

### Friedhöfe in der Gemeinde Egestorf
Friedhof Egestorf
Der Friedhof befindet sich in der Waldsiedlung und ist mit einer Kapelle ausgestattet. Er ist der größte in der Gemeinde Egestorf. Für den Friedhof ist die evangelisch-lutherische Kirchengemeinde St. Stephanus in Egestorf zuständig.
Friedhof Evendorf
Der Friedhof liegt im Ortsteil Evendorf. Ein kleiner Friedhof mit einer eigenen Kapelle. Die Samtgemeinde Hanstedt verwaltet diesen örtlichen Friedhof.
Friedhof Sahrendorf
Der Friedhof liegt im Ortsteil Sahrendorf. Die Verwaltung des Friedhofs obliegt der Samtgemeinde Hanstedt.

### Brauchtum
In Egestorf gibt es einen Sportverein, einen Heimatverein, zwei Schützenvereine, drei Freiwillige Feuerwehren, zwei Faslams- und zwei Männergesangsvereine, einen Landfrauenverein, einen Reit- und Fahrverein sowie einen Theaterverein. Der Theaterverein, „De Ebendörper Immenschwoorm“ aus dem Ortsteil Evendorf, spielt jedes Jahr um Ostern ein Plattdeutsches Lustspiel. Zum Winterausklang wird in Sahrendorf / Schätzendorf und in Evendorf Faslam gefeiert. Die Schützenfeste finden im Juli statt, der Heimatverein veranstaltet Plattdeutsche Runden. Ein Weihnachtsmarkt an der St.-Stephanus-Kirche findet am 3. Advent statt. Ende Oktober findet der Egestorfer Herbstmarkt statt.
In der Gemeinde Egestorf wird neben dem Hochdeutsch traditionell ein plattdeutscher Nordniedersächsischer Dialekt, das Heidjer Platt gesprochen. Heimat- und Theaterverein tragen mit ihren regelmäßigen plattdeutschen Veranstaltungen zu seiner Erhaltung bei. Nachfolgend eine Liste mit den hoch- und plattdeutschen Formen der Ortsnamen:
| Hochdeutsch  | Plattdeutsch |
| ------------ | ------------ |
| Döhle        | Döhl         |
| Egestorf     | Äsdörp       |
| Evendorf     | Ebendörp     |
| Sahrendorf   | Sohrndörp    |
| Schätzendorf | Schätzendörp |

## Religion

### Evangelisch-Lutherische Kirche
Die evangelisch-lutherische Kirchengemeinde St. Stephanus in Egestorf gehört dem Kirchenkreis Winsen der Landeskirche Hannover an. Neben dem sonntäglichen Gottesdienst werden auch regelmäßige Veranstaltungen wie Jugendtreff, Pfadfinder, Gitarrengruppe oder Posaunen- und Kirchenchor angeboten.

### Katholische Kirche

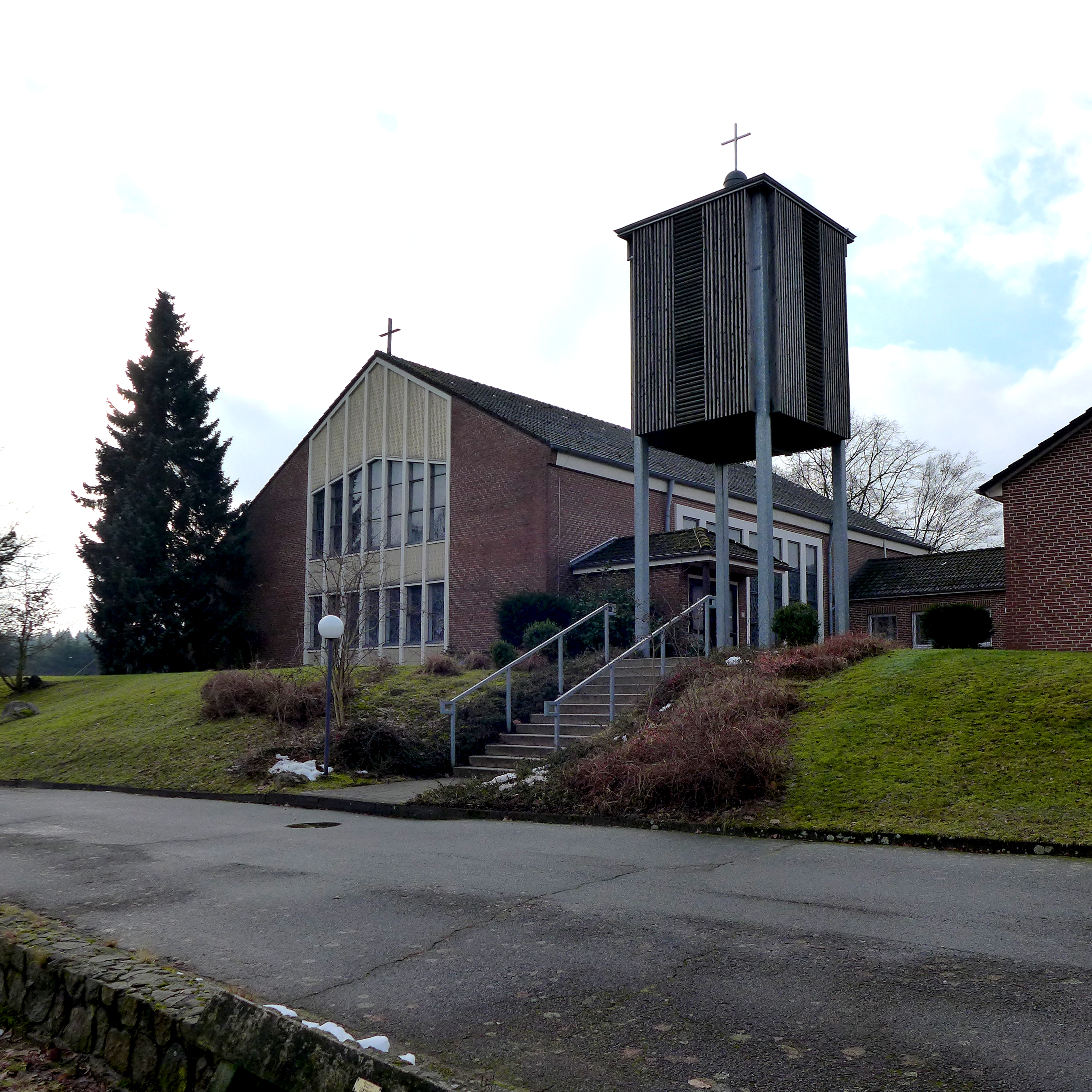
Katholische Kirche

Die katholische Gemeinde St. Maria Assumpta in Egestorf, die zum Dekanat Unterelbe des Bistums Hildesheim gehört, ist auch zuständig für viele Ortschaften aus der Samtgemeinde Hanstedt und der Samtgemeinde Salzhausen. Mit den Pfarreien St. Petrus in Buchholz und Herz-Jesu in Tostedt wurde ab 1995 eine Seelsorge-Einheit gebildet, die am 1. November 2014 zur heutigen Pfarrei St. Petrus zusammengeschlossen wurde. Neben den Gottesdiensten wird auch eine ökumenische Pfadfindergruppe und ein ökumenischer Chor angeboten. Der Unterhalt der Kirche wird von einem Förderverein unterstützt.
In Folge des Zweiten Weltkriegs ließen sich auch im seit Einführung der Reformation evangelisch geprägten Egestorf katholische Flüchtlinge und Heimatvertriebene nieder, die zunächst von der St.-Marien-Gemeinde in Lüneburg betreut wurden. 1959 entstand in Egestorf eine katholische Kirchengemeinde, deren Gottesdienste anfangs in der evangelischen St.-Stephanus-Kirche stattfanden. Zeitweise gehörte auch die St.-Godehard-Kirche in Amelinghausen zur Egestorfer Kirchengemeinde. Am 31. Mai 1964 erfolgte die Konsekration der heutigen Kirche. Damals war Herbert Morawetz († 2015) Pastor der Gemeinde. 1984 folgte ein Pfarrheim, und 2004 der Glockenturm.

## Wirtschaft und Infrastruktur

### Verkehr
Zur Autobahn A 7, die im Osten der Gemeinde liegt, ist es etwa einen Kilometer über die Anschlussstelle 41 Egestorf. Der Ortsteil Evendorf hat die gleichnamige Anschlussstelle 42.
Durch Egestorf führt die normalspurige Eisenbahnstrecke Winsen (Luhe)–Salzhausen–Hützel der 
Schieneninfrastruktur Ost-Niedersachsen GmbH (SinON), auf der Güter- und Museumsbahnverkehr durchgeführt wird. Auf dem Gebiet der Gemeinde Egestorf liegen die Bahnhöfe Egestorf und Döhle. Der Personenverkehr wird seit 1970 im Schienenersatzverkehr (Buslinie 4406) abgewickelt.
Neben der Bahnbuslinie 4406 nach Winsen gibt es die ehemaligen Postbusverbindungen nach Hanstedt/Hamburg-Harburg (4207) und nach Salzhausen/Lüneburg (4206). An Schultagen fahren zusätzlich Schulbusse nach Salzhausen, Hanstedt und Buchholz. Das Verkehrsnetz der Gemeinde Egestorf liegt im Hamburger Verkehrsverbund.

### Gewerbegebiete
- Gewerbegebiet Thaneberg mit ca. zehn Hektar Fläche in der Gemarkung Döhle direkt an der Autobahn A 7.
- Gewerbegebiet Hauskoppel mit ca. elf Hektar Fläche in Egestorf direkt an der Autobahn A 7.[13]

### Tourismus
Der Tourismus hat in Egestorf eine lange Tradition. Auf dem Gelände des heutigen Barfußparks gründete Robert Laurer 1926 auf 30 Hektar ein großes Luft- und Sonnenbad mit Badeteich, das Sonnenland Egestorf, auch Jungborn Sonnenland genannt. Neben den deutschen FKK-Anhängern kamen viele ausländische Besucher um sich in der Natur zu erholen. Der große Andrang auf dem FKK-Gelände begründete seinerzeit den ersten Tourismus, mehrere Pensionen wurden in Egestorf eröffnet. Das Bad lag nach damaligen Angaben im schönsten Teil der Lüneburger Heide. Die Anlage wurde bis 1939 betrieben. Ihre Überreste sind noch im Wald hinter dem Naturerlebnisbad (Aquadies) zu erkennen.
Von den 1960er Jahren bis in die heutige Zeit gilt die Gemeinde Egestorf besonders zur Heideblüte als einer der wichtigsten Ausgangspunkte für einen Besuch im Naturschutzgebiet Lüneburger Heide. Heidetouristen nutzen die günstige Lage der Gemeinde Egestorf auch gerne zu einem Besuch der benachbarten Freizeitattraktionen in Hamburg, Lüneburg oder Soltau. In der Gemeinde Egestorf gibt es zahlreiche Gasthäuser und Hotels mit gepflegter Gastronomie.

### Fernmeldeturm
Nördlich des Ortes steht an der Garlstorfer Straße der Fernmeldeturm Egestorf. Er wurde 1952 von der Deutschen Bundespost gebaut und ist damit, zusammen mit dem Turm Mellendorf und Beckum einer der ältesten Fernmeldetürme in Stahlbetonbauweise in Deutschland, der noch in Betrieb ist. Das für die Öffentlichkeit nicht zugängliche Bauwerk ist mit Antenne 87 Meter hoch und gehört der Deutschen Funkturm (DFMG), einer Tochtergesellschaft der Deutschen Telekom mit Sitz in Münster.
Anfang der 1950er Jahre baute der damalige NWDR federführend das neue Medium Fernsehen auf. Die von der Rundfunkanstalt benötigten Übertragungsstrecken Hamburg – Köln bzw. Hamburg - Berlin (West) wurden von der Bundespost geplant und betrieben. Das NWDR-Fernsehstudio Hamburg war anfangs noch im ehemaligen Flak-Leitbunker (1973/74 abgerissen) auf dem Heiligengeistfeld untergebracht. Von dort wurde mit den neu entwickelten FREDA-Richtfunkgeräten (Frequenzmodulierte Dezimeterwellen-Anlage) eine Verbindung zum Egestorfer Turm hergestellt, der als Relaisstation zum (alten) Fernmeldeturm Wardböhmen im Süden bzw. dem Turm bei Middefeitz im Osten zur Überhorizont-Richtfunkverbindung nach West-Berlin (Funkstrecke vom Höhbeck bei Gartow zur Richtfunkstelle Berlin 2/Nikolassee) diente. Siehe hierzu auch: Geschichte des Fernsehens in Deutschland – Nachkriegsentwicklung in der BRD

### Bücherei
In Egestorf wird von der evangelischen Kirchengemeinde eine Bücherei betrieben, die von Bürgern aus dem Ort ehrenamtlich betreut wird.

### Schulen
Egestorf verfügt über eine Grundschule. Weiterführende Schulen sind die Haupt- und Realschule in Hanstedt (Nordheide) sowie das Gymnasium in Salzhausen.

### Soziale Einrichtungen
Es gibt eine DRK Kindertagesstätte im Ortsteil Schätzendorf sowie in Egestorf das Kinderhaus Birkenlund. Das Senioren-Zentrum Haus Eichenhof liegt im Ortskern von Egestorf.

## Persönlichkeiten
- Wilhelm Bode (1860–1927), Heidepastor, wirkte 37 Jahre lang in Egestorf. Er setzte sich stark für die Erhaltung der Lüneburger Heide ein und war an der Gründung des Naturschutzparks Lüneburger Heide maßgeblich beteiligt. So bewahrte er den Wilseder Berg vor einer Bebauung. Gründer der genossenschaftlichen Spar- und Darlehnskasse in Egestorf.
- Heinrich Schulz (1868–1953), Heimatforscher, war Lehrer und Organist in Egestorf sowie Ehrenbürger der Gemeinde.
- Hans Domizlaff (1892–1971), Werbeberater von Reemtsma, Siemens und der Deutschen Grammophongesellschaft, Erfinder und Begründer der Markentechnik. Erwarb 1943 den Heidehof Bronckhorst in Egestorf und wurde in Egestorf begraben.
- Robert Laurer (1899–1954), gründete 1926 in Egestorf das „Luft- und Sonnenbad Jungborn“. Für Egestorf brachte das FKK-Bad den wirtschaftlichen und touristischen Aufschwung. Das Bad existiert heute nicht mehr.
- Rolf Lüer (1929–2013), Bankkaufmann und Bankmanager, der für seine Verdienste um das Genossenschaftswesen mit dem Niedersächsischen Verdienstorden ausgezeichnet wurde. Lebte und wirkte in Egestorf.
- Gerd Lüer (* 1938), Psychologe und emeritierter Professor.
- Norbert Leben (* 1946), Land- und Forstwirt, forstlicher Verbandsfunktionär sowie ehemaliger Kommunalpolitiker, betreibt zusammen mit seiner Frau in Schätzendorf einen Hof mit Gasthaus.
- Michael Rutz (* 1951), Journalist und Chefredakteur der Wochenzeitung Rheinischer Merkur, lebt in Egestorf.
- Andreas Dibowski (* 1966), Mannschaftsolympiasieger im Vielseitigkeitsreiten, lebt in Egestorf.